# Портел (мікрорегіон)

Портел на карті штату Пара

Портел (порт. Microrregião de Portel) — мікрорегіон в Бразилії, входить в штат Пара. Складова частина мезорегіону Маражо. Населення становить 129 906 чоловік (на 2010 рік). Площа — 45 096,413 км². Густота населення — 2,88 чол./км².

## Демографія
Згідно з даними, зібраними в ході перепису 2010 р. Національним інститутом географії і статистики (IBGE), населення мікрорегіону становить:
| Повне населення                               | Повне населення                               | Повне населення                               | Повне населення                               | 129 906 |
| --------------------------------------------- | --------------------------------------------- | --------------------------------------------- | --------------------------------------------- | ------- |
| в том числе:                                  | Міське населення                              | 50 596                                        | Відсоток міського населення, %                | 38,95   |
|                                               | Сільське населення                            | 79 310                                        | Відсоток сільського населення, %              | 61,05   |
|                                               | Чоловіче населення                            | 67 580                                        | Відсоток чоловічого населення, %              | 52,02   |
|                                               | Жіноче населення                              | 62 326                                        | Відсоток жіночого населення, %                | 47,98   |
| Густота населення, чол/км²                    | Густота населення, чол/км²                    | Густота населення, чол/км²                    | Густота населення, чол/км²                    | 2,88    |
| Населення мікрорегіону в % до населення штату | Населення мікрорегіону в % до населення штату | Населення мікрорегіону в % до населення штату | Населення мікрорегіону в % до населення штату | 1,71    |

## Склад мікрорегіону
До складу мікрорегіону включені наступні муніципалітети:
1. Багрі
2. Гурупа
3. Мелгасу
4. Портел

| Бразилія | Це незавершена стаття з географії Бразилії. Ви можете допомогти проєкту, виправивши або дописавши її. |